# A.P.E.X.
A.P.E.X. este un film științifico-fantastic regizat de Phillip J. Roth[*] după un scenariu de Phillip J. Roth[*]. A fost produs în Statele Unite ale Americii de studiourile  și a avut premiera în 1994, fiind distribuit de Green Communications and Networking[*]. Coloana sonoră este compusă de Jim Goodwin[*]. 

## Prezentare
În 2073, Nicholas Sinclair (Richard Keats) este un om de știință care lucrează la un proiect de călătorie în timp. Un accident face ca în 1973 un virus mortal să activează contramăsurile automate ale proiectului. Roboți de atac sunt trimiși în trecut în efortul de a elimina purtătorii virusului. Ei eșuează. Sinclair revine în 2073 unde găsește Pământul în ruine, răvășit atât de virus, cât și de roboți care sunt încă în acțiune. Sinclair revine în laborator care este acum în ruină pentru a preveni cauza inițială a accidentului.

## Distribuție
Rolurile principale au fost interpretate de actorii:

Richard Keats[*]
Lisa Ann Russell[*]  

Mitchell Cox

Marcus Aurelius